# جنا مک‌دوگال
جنا مک دوگال خواننده گروه تونایت الایو اهل کشور استرالیاست. وقتی جنا مک دوگال در حال نوشتن آهنگ‌های آکوستیک خود بود و آدلر در ضبط آهنگ‌ها به او کمک می‌کرد، جنا یکی از آهنگ‌های آدلر را خواند و در سال ۲۰۰۸ و قبل از ۱۶ سالگی اش به گروه تونایت الایو پیوست.